# Don Benito
Don Benito là một đô thị trong tỉnh Badajoz, Extremadura, Tây Ban Nha.
Theo điều tra dân số năm 2014, đô thị này có dân số 37.011 người.
Don Benito đến từ thế kỷ 15, khi nó được thành lập bởi những người tị nạn từ Don Llorente, người bỏ hoang thị trấn của họ do nguy cơ lũ lụt từ Guadiana.

## Trận Medellín
Vào ngày 28 tháng 3 năm 1809, 9 km tách Don Benito từ Medellín là địa điểm chiến thắng của Pháp với quân đội Tây Ban Nha trong Chiến tranh Bán đảo.

## Địa lý
Don Benito có 37.048 cư dân và là một phần của khu đô thị với Villanueva de la Serena (26.071 cư dân) cách đó 5 km.
Đô thị này do thị trấn Don Benito và bảy làng: